# Sölk (gmina)
Sölk – gmina w środkowej Austrii, w kraju związkowym Styria, w powiecie Liezen, wchodzi w skład ekspozytury politycznej Gröbming. Według danych Austriackiego Urzędu Statystycznego liczyła 1519 mieszkańców (1 stycznia 2016).